# إكاتارينا نيماشكالو
إكاتارينا نيماشكالو مواليد 31 يوليو 1989، هي لاعبة كرة يد كرواتية تلعب كجناح أيسر. مثلت منتخب كرواتيا لكرة اليد للسيدات.

## سجل المنافسة
شاركت في البطولات التالية:
- بطولة أوروبا لكرة اليد للسيدات 2012